# Патара-Цеми (платформа)
Патара-Цеми — остановочный пункт узкоколейной железной дороги Боржоми — Бакуриани. Открыт в 1901 году специально для гостей бальнеологического санатория (на данный момент не работает).
Количество путей — 1. Платформа низкая, имеется здание павильона.
По состоянию на 2012 год на платформе останавливаются пассажирские поезда Боржоми — Бакуриани и Бакуриани — Боржоми.